# Helicotylenchus goodi
Helicotylenchus goodi is een rondwormensoort. De wetenschappelijke naam van de soort is voor het eerst geldig gepubliceerd in 1969 door Tikyani.